# Alluaudinella bivittata
Alluaudinella bivittata är en tvåvingeart som först beskrevs av Macquart 1843.  Alluaudinella bivittata ingår i släktet Alluaudinella och familjen husflugor. Inga underarter finns listade i Catalogue of Life.